# Carsan
Carsan est une commune française située dans le nord-est du département du Gard, en région Occitanie.
Exposée à un climat méditerranéen, elle est drainée par l'Arnave, le ruisseau des Crozes, le ruisseau du Moulin et par un autre cours d'eau. La commune possède un patrimoine naturel remarquable : un site Natura 2000 (la « forêt de Valbonne ») et deux zones naturelles d'intérêt écologique, faunistique et floristique.
Carsan est une commune rurale qui compte 790 habitants en 2022, après avoir connu une forte hausse de la population depuis 1962. Elle est dans l'agglomération de Pont-Saint-Esprit et fait partie de l'aire d'attraction de Pont-Saint-Esprit. Ses habitants sont appelés les Carsanais ou  Carsanaises.
Le patrimoine architectural de la commune comprend un immeuble protégé au titre des monuments historiques : l'église Notre-Dame, inscrite en 1976.

## Géographie
|                          | Saint-Paulet-de-Caisson | Pont-Saint-Esprit |
| Saint-Laurent-de-Carnols | Carsan                  | Saint-Alexandre   |
| Saint-Michel-d'Euzet     | Saint-Gervais           |                   |

### Climat
Pour des articles plus généraux, voir Climat de l'Occitanie et Climat du Gard.
En 2010, le climat de la commune est de type climat méditerranéen franc, selon une étude s'appuyant sur une série de données couvrant la période 1971-2000. En 2020, Météo-France publie une typologie des climats de la France métropolitaine dans laquelle la commune est exposée à un climat méditerranéen et est dans la région climatique Provence, Languedoc-Roussillon, caractérisée par une pluviométrie faible en été, un très bon ensoleillement (2 600 h/an), un été chaud (21,5 °C), un air très sec en été, sec en toutes saisons, des vents forts (fréquence de 40 à 50 % de vents > 5 m/s) et peu de brouillards.
Pour la période 1971-2000, la température annuelle moyenne est de 13,4 °C, avec  une amplitude thermique annuelle de 17,6 °C. Le cumul annuel moyen de précipitations est de 838 mm, avec 5,9 jours de précipitations en janvier et 3,4 jours en juillet. Pour la période 1991-2020, la température moyenne annuelle observée sur la station météorologique la plus proche, située sur la commune de Pont-Saint-Esprit à 5 km à vol d'oiseau, est de 14,2 °C et le cumul annuel moyen de précipitations est de 829,8 mm,. Pour l'avenir, les paramètres climatiques de la commune estimés pour 2050 selon différents scénarios d’émission de gaz à effet de serre sont consultables sur un site dédié publié par Météo-France en novembre 2022.

### Milieux naturels et biodiversité

#### Réseau Natura 2000

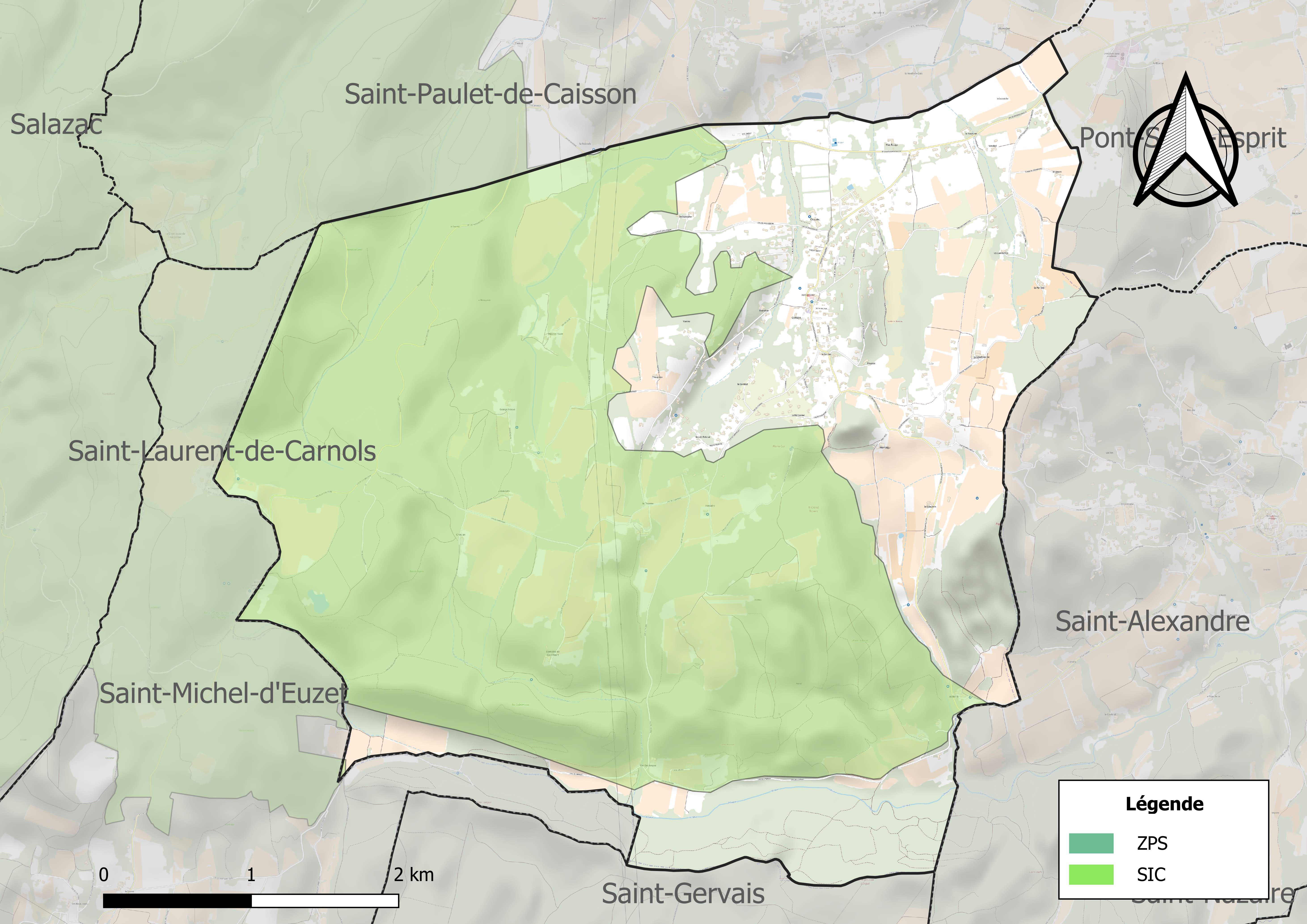
Site Natura 2000 sur le territoire communal.

Le réseau Natura 2000 est un réseau écologique européen de sites naturels d'intérêt écologique élaboré à partir des directives habitats et oiseaux, constitué de zones spéciales de conservation (ZSC) et de zones de protection spéciale (ZPS).
Un site Natura 2000 a été défini sur la commune au titre de la directive habitats : la « forêt de Valbonne », d'une superficie de 5 052 ha, un milieu boisé avec des formations forestières remarquables. On y recense plus d'une dizaine d'espèces d'orchidées, de nombreux reptiles et amphibiens, oiseaux etc., ainsi qu'une végétation très diversifiée.

#### Zones naturelles d'intérêt écologique, faunistique et floristique
L’inventaire des zones naturelles d'intérêt écologique, faunistique et floristique (ZNIEFF) a pour objectif de réaliser une couverture des zones les plus intéressantes sur le plan écologique, essentiellement dans la perspective d’améliorer la connaissance du patrimoine naturel national et de fournir aux différents décideurs un outil d’aide à la prise en compte de l’environnement dans l’aménagement du territoire.
Une ZNIEFF de type 1 est recensée sur la commune :
la « forêt de la Valbonne » (1 077 ha), couvrant 5 communes du département et une ZNIEFF de type 2, : 
le « massif du Bagnolais » (7 716 ha), couvrant 18 communes du département.
ssantes de la rive droite du Rhône, portant comme blason «De gueules à la tour donjonnée de deux pièces l'une sur l'autre, d'argent». Le Château de Montaigu est décrit par Louis Bruguier-Roure, inspecteur de la Société française d'archéologie pour le département du Gard et historien local, comme forteresse «[b]âtie au sommet d'une motte escarpée, [qui] […] comprenait des bâtiments d'habitations, de vastes dépendances et un gros et fier donjon enveloppé dans une enceinte ovoïde. Deux portes bastionnées, l'une au levant, l'autre au couchant, conduisent dans l'intérieur de la place forte." Dans la seconde moitié du XIVe siècle, au cours de la Guerre de Cent Ans, des bandes de pillards «Les Grandes Compagnies de Routiers» se répandent dans les campagnes. Fin décembre 1360, un millier de «Routiers» réussissent à s'emparer de Pont Saint-Esprit. Le Château de Montaigu était bientôt investi et Valbonne et Goudargues étaient à leur tour occupés. C'est à cette periode qu'il faut situer la fin ou du moins le déclin du Château de Montaigu. Dans un Château peut être mal fortifié ou trop vulnerable, les seigneurs ont pris la décision de quitter la forteresse et d'aller habiter en ville à l'abri des remparts. Au XVe le Château est incendié et laissé à l'abandon. Tombé en ruines les gens de Carsan montent à l'assaut de Montaigu pour en prendre les pierres et construire des maisons.

Carte des ZNIEFF de type 1 et 2 à Carsan.
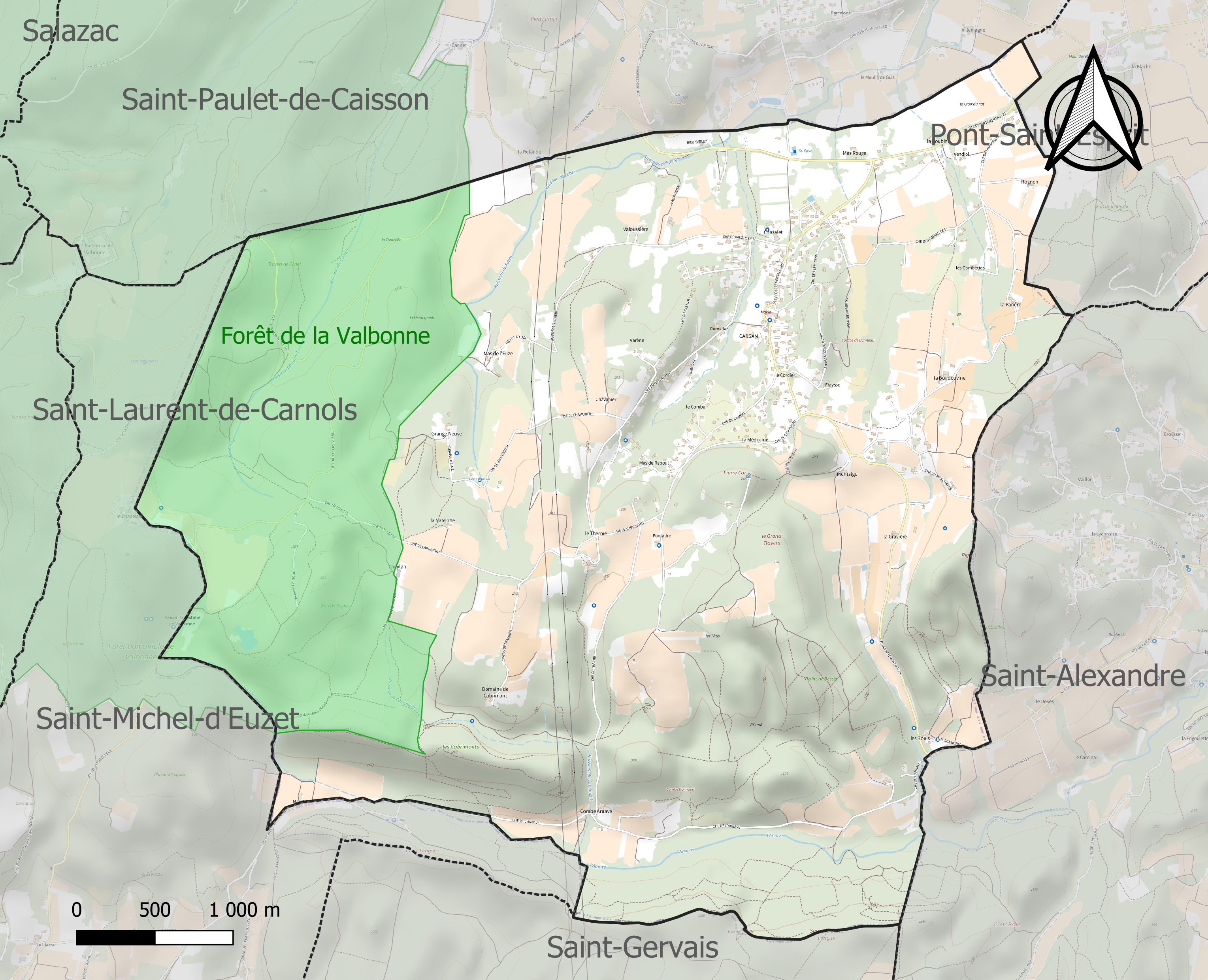
Carte de la ZNIEFF de type 1 sur la commune.
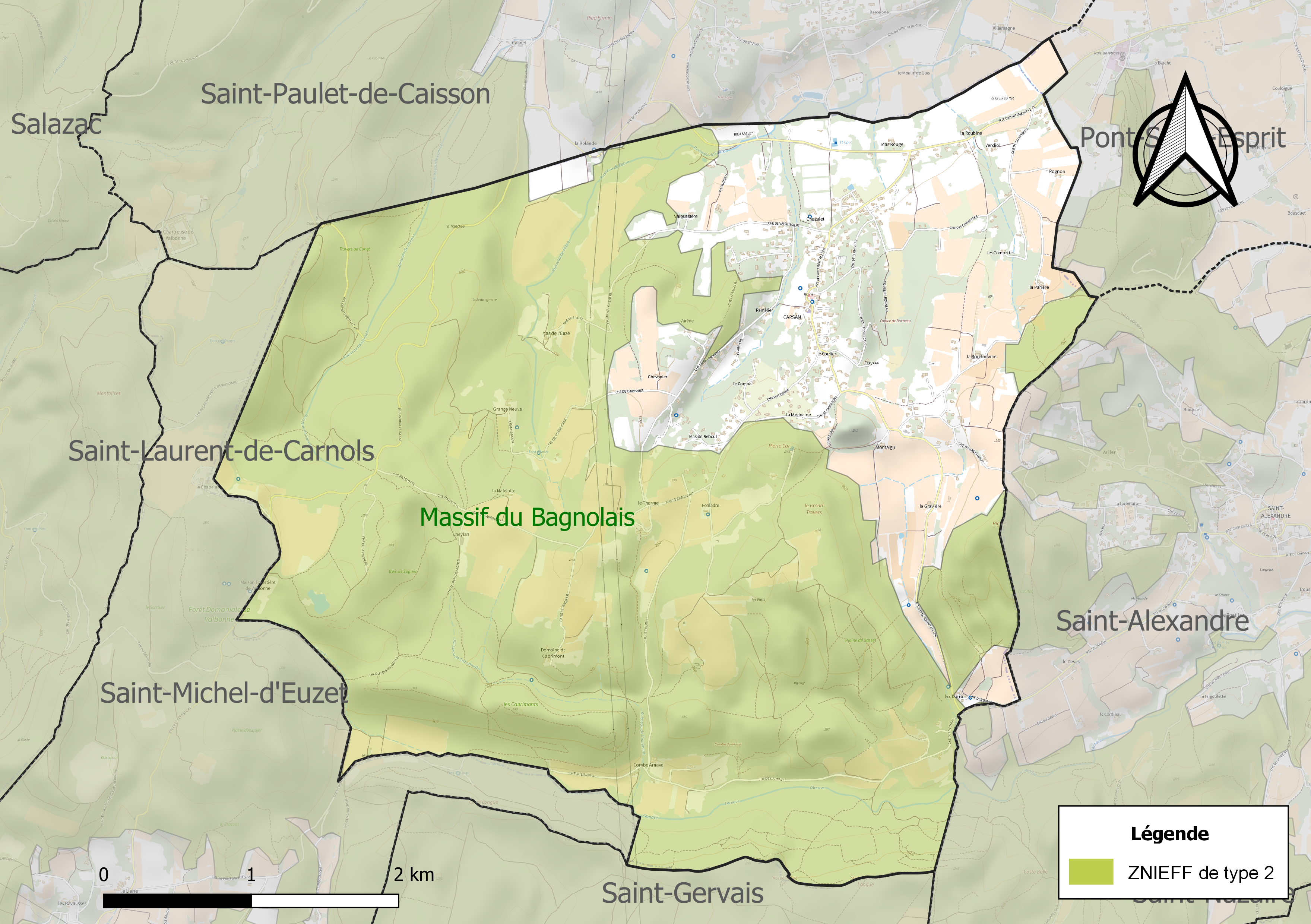
Carte de la ZNIEFF de type 2 sur la commune.

## Urbanisme

### Typologie
Au 1er janvier 2024, Carsan est catégorisée commune rurale à habitat dispersé, selon la nouvelle grille communale de densité à sept niveaux définie par l'Insee en 2022.
Elle appartient à l'unité urbaine de Pont-Saint-Esprit, une agglomération intra-départementale regroupant quatre  communes, dont elle est une commune de la banlieue,,. Par ailleurs la commune fait partie de l'aire d'attraction de Pont-Saint-Esprit, dont elle est une commune de la couronne,. Cette aire, qui regroupe 5 communes, est catégorisée dans les aires de moins de 50 000 habitants,.

### Occupation des sols
L'occupation des sols de la commune, telle qu'elle ressort de la base de données européenne d’occupation biophysique des sols Corine Land Cover (CLC), est marquée par l'importance des forêts et milieux semi-naturels (56,6 % en 2018), une proportion identique à celle de 1990 (56,6 %). La répartition détaillée en 2018 est la suivante : 
forêts (56,6 %), cultures permanentes (31,6 %), zones agricoles hétérogènes (9,5 %), zones urbanisées (2,4 %). L'évolution de l’occupation des sols de la commune et de ses infrastructures peut être observée sur les différentes représentations cartographiques du territoire : la carte de Cassini (XVIIIe siècle), la carte d'état-major (1820-1866) et les cartes ou photos aériennes de l'IGN pour la période actuelle (1950 à aujourd'hui).

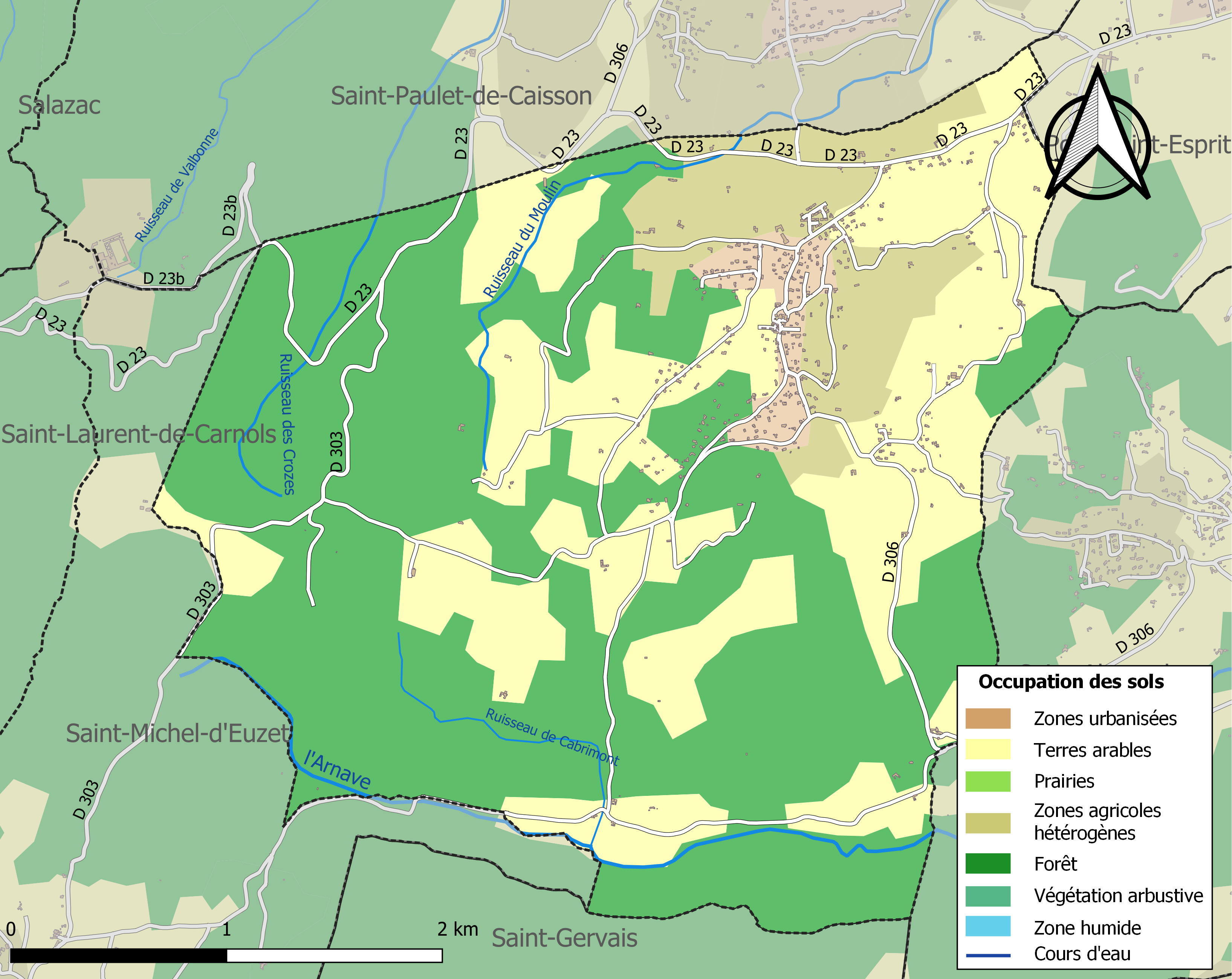
Carte des infrastructures et de l'occupation des sols de la commune en 2018 (CLC).

## Toponymie
Occitan Carsan, du bas latin Carsanum, Carensanum.

## Politique et administration

### Liste des maires
| Période                                  | Période  | Identité                   | Étiquette | Qualité |
| ---------------------------------------- | -------- | -------------------------- | --------- | ------- |
| 1945                                     | ?        | Yves Benoît                |           |         |
| 1971                                     | 1977     | Maurice André-Vincent      |           |         |
| 1977                                     | 1989     | Robert Colson              |           |         |
| 1989                                     | 2001     | Bruno Julien               |           |         |
| 2001                                     | 2008     | Dominique François         | DVG       |         |
| 2008                                     | En cours | Brigitte Vandemeulebroucke | DVD       |         |
| Les données manquantes sont à compléter. |          |                            |           |         |

## Population et société

### Démographie
L'évolution du nombre d'habitants est connue à travers les recensements de la population effectués dans la commune depuis 1793. Pour les communes de moins de 10 000 habitants, une enquête de recensement portant sur toute la population est réalisée tous les cinq ans, les populations de référence des années intermédiaires étant quant à elles estimées par interpolation ou extrapolation. Pour la commune, le premier recensement exhaustif entrant dans le cadre du nouveau dispositif a été réalisé en 2004.

En 2022, la commune comptait 790 habitants, en évolution de +22,1 % par rapport à 2016 (Gard : +2,97 %, France hors Mayotte : +2,11 %).
| 1793 | 1800 | 1806 | 1821 | 1831 | 1836 | 1841 | 1846 | 1851 |
| ---- | ---- | ---- | ---- | ---- | ---- | ---- | ---- | ---- |
| 206  | 203  | 330  | 377  | 366  | 377  | 420  | 425  | 397  |

| 1856 | 1861 | 1866 | 1872 | 1876 | 1881 | 1886 | 1891 | 1896 |
| ---- | ---- | ---- | ---- | ---- | ---- | ---- | ---- | ---- |
| 402  | 406  | 400  | 363  | 374  | 313  | 304  | 302  | 293  |

| 1901 | 1906 | 1911 | 1921 | 1926 | 1931 | 1936 | 1946 | 1954 |
| ---- | ---- | ---- | ---- | ---- | ---- | ---- | ---- | ---- |
| 335  | 336  | 305  | 278  | 232  | 222  | 203  | 198  | 213  |

| 1962 | 1968 | 1975 | 1982 | 1990 | 1999 | 2004 | 2006 | 2009 |
| ---- | ---- | ---- | ---- | ---- | ---- | ---- | ---- | ---- |
| 201  | 202  | 223  | 389  | 509  | 631  | 635  | 621  | 656  |

| 2014 | 2019 | 2022 | - | - | - | - | - | - |
| ---- | ---- | ---- | - | - | - | - | - | - |
| 655  | 750  | 790  | - | - | - | - | - | - |

## Histoire

### Le château de Montaigu
On ne peut pas au juste situer la date de naissance du château de Montaigu et du village de Carsan mais il semble que depuis le camp romain de Mons Acertus, la colline de Montaigu soit un lieu habité ou du moins une position stratégique. Il ne serait pas étonnant que la première fortification féodale y ait été construite dès le VIIIe siècle. La naissance du village de Carsan peut se situer au-delà du Xe siècle.
Le château de Motaigu, possession de la famille «Géraud de Montaigu», atteint son apogée entre le IXe et le XIVe siècle. La famille «Géraud de Montaigu» était l'une des plus riches et des plus puissantes de la rive droite du Rhône, portant comme blason «De gueules à la tour donjonnée de deux pièces l'une sur l'autre, d'argent». Le château de Montaigu est décrit par Louis Bruguier-Roure, inspecteur de la Société française d'archéologie pour le département du Gard et historien local, comme forteresse «[b]âtie au sommet d'une motte escarpée, [qui] […] comprenait des bâtiments d'habitations, de vastes dépendances et un gros et fier donjon enveloppé dans une enceinte ovoïde. Deux portes bastionnées, l'une au levant, l'autre au couchant, conduisent dans l'intérieur de la place forte.» Dans la seconde moitié du XIVe siècle, au cours de la guerre de Cent Ans, des bandes de pillards «Les Grandes Compagnies de Routiers» se répandent dans les campagnes. Fin décembre 1360, un millier de «Routiers» réussissent à s'emparer de Pont Saint-Esprit. Le château de Montaigu était bientôt investi et Valbonne et Goudargues étaient à leur tour occupés. C'est à cette période qu'il faut situer la fin ou du moins le déclin du château de Montaigu. Dans un château peut être mal fortifié ou trop vulnérable, les seigneurs ont pris la décision de quitter la forteresse et d'aller habiter en ville à l'abri des remparts. Au XVe le château est incendié et laissé à l'abandon. Tombé en ruines les gens de Carsan montent à l'assaut de Montaigu pour en prendre les pierres et construire des maisons

### L'Église Notre-Dame de Carsan et l'Ermitage
Depuis le Xe siècle, Carsan est une paroisse du diocèse d'Uzès. Sous le titre de «Claustrum et prioratus Beatae Mariae de Carsan», il est fait mention dès 1265 dans une charte d'une église et d'un monastère à Carsan. Il ne semble pas que, en fait de monastère, l'on puisse entrevoir autre chose qu'un cloître à l'usage du prieur, c'est-à-dire du prêtre qui avait la fonction du curé. Mais en 1424, l'église et le cloître de Carsan sont choisis par le Sénéchal de Beaucaire et de Nîmes pour la fondation d'un monastère d'hommes qui fut confirmée en 1425 par une Bulle du Pape Martin V. L'ermitage de Notre Dame de Carsan tient une place à part dans l'histoire du diocèse d'Uzès. Quoique composé de moines bénédictins, il a presque pas de relations avec l'ordre et il n'a rien de commun avec les grandes abbayes clunisiennes. Avec ses quatre hommes vivants isolés, occupés à la recherche de Dieu, à peine pourrait on le comparer à une petite chartreuse.
La construction de l'église de Carsan on peut remonter à l'époque carolingienne. De forme d'une croix latine orientée vers le levant (en direction de Jérusalem), l'église de Carsan se distingue des églises environnantes par sa large coupole et son clocheton au Sud du transept. Au levant, où il faut situer le cloître primitif et le prieuré, une porte murée dans la chapelle Nord donne sur la cour de la vieille ferme attenante à l'église. À l'installation des moines en 1424, l'église est ruinée, mais n'est pas démolie. Le corps devait être constitué par l'actuelle chapelle Nord et les ermites, après s'être installés, ont dû réaliser le cœur actuel et la grande nef. Le dôme, sans doute, est-il plus récent. Bien que l'aspect général de l'église ne paraisse pas s'être modifié depuis le XVe siècle, l’intérieur a probablement été refait plusieurs fois au cours des siècles. Le Curé Lambert a fait repeindre les peintures visibles aujourd'hui en 1863. Un peu plus tard, un autre curé fait construire le clocher actuel qui est une imitation de la tour fenestrelle d'Uzès. La nouvelle tour, d'une part fait perdre à l'église son style roman mais d'autre part le clocher est devenu un des symboles principales de Carsan.

### Notre-Dame de Rouzigue
Au XIIe siècle saint Bernard de Clairvaux, restaurateur de l'ordre Cistercien, renouvelle le culte marial. Des sanctuaires marials surgissent partout et le diocèse d'Uzès ne veut pas être en reste. Ils viennent s'ajouter de nombreuses chapelles paroissiales aux pèlerinages de Rochefort et de Primecombe:  Notre-Dame de la Rose à Pont-Saint-Esprit, Notre-Dame du Verger à Aigueze et Notre-Dame de Rouzigue à Carsan. Les chrétiens d'alors viennent de loin pour supplier la Vierge de guérir leurs enfants de cette maladie qui leur "rouzigue" (c'est-à-dire leur ronge) la peau. La Madone romane fut brisée au cours de la Révolution mais fut réparée par les habitants du village. Le pèlerins se rendaient en procession jusque vers le cimetière faisant résonner à l'honneur de la Vierge de Carsan la campagne du vieux cantique provençal:
«I.
Benis, bono Mero / Ti pious enfant / Ausis sa preguiero / Vierjo de Carsan
II.
Toun pichot village / Es lio benesi/ De pelerinage / Toun cur l'a cousi
III.
Touto l'encountrado / I a mai de mille an / Venié chaco annado / Te veire à Carsan
[…]
IX.
Se lou mau rousigo / Lis amo e li corp / Vierjo de Rousigo / Mataras la mor
X.
Baio à la jouinesso / La fe d'ancien tems / Gardo à la vieilesso / L'esper dou printemps
[…]
XV.
Ame counfienço / Touti te pregan / Siés nosto desfenso / Vierjo de Carsan»

### Le village de Carsan
La naissance du village de Carsan se situe au Xe siècle. On ne peut affirmer que le village découle directement de Montaigu, mais il est fort probable que ce n'était, à l'origine, que quelques cabanes de serfs serrés autour du château. Depuis la fin du Moyen Âge jusqu'à la Révolution, Carsan fut un village peuplé et laborieux, serré autour de l'église. Le centre historique de Carsan se compose d'un pittoresque ensemble des bâtiments le long de la D 306 qui serpente à travers le village, l'église, l'ancien monastère, la mairie et la bibliothèque d'un côté et quelques fermes, des maisons et l'ensemble du Café de la Gaieté, ancien presbytère et restaurant et de l'ancienne école de l'autre. Il existe un compoix de 1557 qui donne une liste des propriétaires de Carsan avec le détail de leurs propriétés. La « Communauté de Montagut le Neuf » comme on appelle Carsan au VXIIe siècle élit chaque année deux Consuls, dont l'un a le titre de Ier Consul. Ils sont chargés de représenter la Communauté auprès des seigneurs et de surveiller la collecte des impôts royaux. Quelques noms de Iers Consuls sont parvenus: Francisco Daguena (1621), Hector Chappuis (1630), Laurent Bringuier (1654), Laurent Bony et Simon Béraud (1660), Balthazard Chapuis (1668), François Long (1688), Pierre Marvincent (1698), Pierre Bayle (1757), Simon Charousset (1772) et Pierre Fabre (1777). D'après les « librettes d'impositions », une liste des habitants de la commune avec le montant de leurs impôts, les « frères ermites » paient chaque année environ  16 livres, ce qui est peu et qui correspond aux montants payés par la plupart des habitants. Mr Ferminau, un habitant riche, en 1693 paie 44 livres, le sieur Balthazard Chapuis qui fut plusieurs fois Consul, paie 25 livres, Noble billes de Roubin en paie 40 et en 1695 58 livres. En 1695 apparait le Baron d'Ayguines qui paie 37 livres et en 1698 Noble Jean Baptiste de Queyla qui en paie 54. En 1709 on fait la distinction entre les personnes qui habitent à Carsan, tels que le Noble Jean-Baptiste de Ferminaud, Balthazard Chapus et les «forains», les personnes qui n'habitent pas à Carsan, tel Jean-Baptiste Plantin, ancêtre de la famille Plantin de Villeperdrix. En 1714 apparaît un Messire François de Lauzun (Curé) et en 1729 Mr. Pierre Raynaud (ancien capitaine), dont l'imposition est de 79 livres qui laisse supposer une solide fortune dont on ignore les origines.
La « Commune de Carsan » fut constituée dans ses limites actuelles (à quelques variantes près) dès 1790. Elle faisait partie du canton de Saint-Paulet de Caisson et du district de Pont-Saint-Esprit qui comprenait cinq cantons et trente neuf communes, mais dès l'an III (1796), Carsan devient l'une des seize communes du canton de Pont-Saint-Esprit quand les districts sont supprimés. Au Second Empire, on ferme le petit cimetière autour de l'église et on en construit un nouveau au levant, à flanc de colline. Devant on aménage une place et on construit alors la Mairie dont l'emplacement de choix et la belle structure font un édifice qui répond bien à sa vocation. Sur la place, on construit par souscription un grand calvaire. La fontaine et le bassin datent aussi de cette époque. Des fermes s'écroulent, d'autres se construisent et le village trouve sa vie dans l'agriculture et à la mine dont Jacques Aubert, un propriétaire de Pont Saint-Esprit avait obtenu la concession à la fin du Ier Empire. Pour l'économie locale, l'extraction de lignite fut un apport non négligeable et se poursuivit pendant plus d'un siècle et s'étendit sur tous les villages environnants jusqu'à Barjac. La mine ferme après la guerre de 1914–1918 et après la guerre de 1939–1945 il n'y a plus de Curé résident.

## Économie

### Revenus
En 2018  (données Insee publiées en septembre 2021), la commune compte 289 ménages fiscaux, regroupant 723 personnes. La médiane du revenu disponible par unité de consommation est de 23 660 € (20 020 € dans le département).

### Emploi
|                | 2008   | 2013   | 2018  |
| -------------- | ------ | ------ | ----- |
| Commune        | 7,8 %  | 11,1 % | 8,2 % |
| Département    | 10,6 % | 12 %   | 12 %  |
| France entière | 8,3 %  | 10 %   | 10 %  |

En 2018, la population âgée de 15 à 64 ans s'élève à 467 personnes, parmi lesquelles on compte 78,3 % d'actifs (70,1 % ayant un emploi et 8,2 % de chômeurs) et 21,7 % d'inactifs,. Depuis 2008, le taux de chômage communal (au sens du recensement) des 15-64 ans est inférieur à celui de la France et du département.
La commune fait partie de la couronne de l'aire d'attraction de Pont-Saint-Esprit, du fait qu'au moins 15 % des actifs travaillent dans le pôle,. Elle compte 78 emplois en 2018, contre 98 en 2013 et 60 en 2008. Le nombre d'actifs ayant un emploi résidant dans la commune est de 333, soit un indicateur de concentration d'emploi de 23,4 % et un taux d'activité parmi les 15 ans ou plus de 62,2 %.
Sur ces 333 actifs de 15 ans ou plus ayant un emploi, 51 travaillent dans la commune, soit 15 % des habitants. Pour se rendre au travail, 91,4 % des habitants utilisent un véhicule personnel ou de fonction à quatre roues, 2,3 % les transports en commun, 2,6 % s'y rendent en deux-roues, à vélo ou à pied et 3,7 % n'ont pas besoin de transport (travail au domicile).

### Activités hors agriculture

#### Secteurs d'activités
45 établissements sont implantés  à Carsan au 31 décembre 2019. Le tableau ci-dessous en détaille le nombre par secteur d'activité et compare les ratios avec ceux du département,.
| Secteur d'activité                                                                                        | Commune | Commune | Département |
| Secteur d'activité                                                                                        | Nombre  | %       | %           |
| --- | ------- | ------- | ----------- |
| Ensemble                                                                                                  | 45      | 100 %   | (100 %)     |
| Industrie manufacturière, industries extractives et autres                                                | 5       | 11,1 %  | (7,9 %)     |
| Construction                                                                                              | 13      | 28,9 %  | (15,5 %)    |
| Commerce de gros et de détail, transports, hébergement et restauration                                    | 8       | 17,8 %  | (30 %)      |
| Information et communication                                                                              | 2       | 4,4 %   | (2,2 %)     |
| Activités financières et d'assurance                                                                      | 1       | 2,2 %   | (3 %)       |
| Activités immobilières                                                                                    | 2       | 4,4 %   | (4,1 %)     |
| Activités spécialisées, scientifiques et techniques et activités de services administratifs et de soutien | 3       | 6,7 %   | (14,9 %)    |
| Administration publique, enseignement, santé humaine et action sociale                                    | 4       | 8,9 %   | (13,5 %)    |
| Autres activités de services                                                                              | 7       | 15,6 %  | (8,8 %)     |

Le secteur de la construction est prépondérant sur la commune puisqu'il représente 28,9 % du nombre total d'établissements de la commune (13 sur les 45 entreprises implantées  à Carsan), contre 15,5 % au niveau départemental.

#### Entreprises et commerces
Les trois entreprises ayant leur siège social sur le territoire communal qui génèrent le plus de chiffre d'affaires en 2020 sont : 
- Bigonnet, commerce de détail alimentaire sur éventaires et marchés (282 k€)
- Villanueva, travaux de terrassement courants et travaux préparatoires (98 k€)
- Malachie, activités des marchands de biens immobiliers (18 k€)

### Agriculture
|               | 1988 | 2000 | 2010 | 2020 |
| ------------- | ---- | ---- | ---- | ---- |
| Exploitations | 18   | 14   | 10   | 5    |
| SAU (ha)      | 214  | 171  | 135  | 117  |

La commune est dans les Garrigues, une petite région agricole occupant le centre du département du Gard. En 2020, l'orientation technico-économique de l'agriculture  sur la commune est la viticulture. Cinq exploitations agricoles ayant leur siège dans la commune sont dénombrées lors du recensement agricole de 2020 (18 en 1988). La superficie agricole utilisée est de 117 ha,,.

## Culture locale et patrimoine
- Église Notre-Dame de Carsan. L'édifice a été inscrit au titre des monuments historiques en 1976[32].

### Personnalités liées à la commune
- Famille noble d´extraction chevaleresque : Valoussière (de), dont descendants en France, aux États-Unis et au Brésil.

## Héraldique
| Blason de Carsan | Blason  | De gueules à la fasce losangée d'argent et de sable. |
| Blason de Carsan | Détails |                                                      |